# João Bá
João Batista Oliveira, conhecido como João Bá, (Crisópolis, 1 de setembro de 1932 - Caldas, 3 de outubro de 2019) foi um compositor e cantor brasileiro. Atuou também como ator, poeta e contador de histórias. Nasceu na cidade de Crisópolis, no sertão da Bahia. Filho de lavradores pobres, começou a trabalhar quando criança para ajudar a família. Segundo o artista, quando caiu o primeiro dente, seu pai sentenciou que ele já estava preparado para trabalhar. Foi então que começou a ajudar na pequena lavoura. As dificuldades da infância pobre e difícil o levaram a observar a natureza ainda no trabalho, formando assim um tema recorrente até os dias de hoje em suas canções. Aos doze anos, começou a compor e cantar. Hoje, sua obra reúne mais de duzentas músicas, muitas delas gravadas por artistas de referência no cenário musical brasileiro, como: Hermeto Pascoal, Almir Sater, Diana Pequeno, Dércio Marques, Marlui Miranda, entre outros. Foi considerado um dos mais respeitados cantadores na Bahia, Minas Gerais e São Paulo.
João Bá viveu os últimos anos de sua vida no sítio Rosa dos Ventos, na cidade de Caldas, Sul de Minas Gerais. Faleceu nesta cidade, no dia 4 de outubro de 2019, aos 87 anos.

## Estilo
João Bá se define um "compositor orgânico", ou seja, ligado organicamente à natureza, um músico que explora seus sentidos e interligações para chegar a uma forma musical. Define sua estética como simples, mas intensa. Seu trabalho busca despertar o senso crítico e a compreensão consciente de que todas as coisas estão interligadas entre si e suas raízes. Pesquisador da cultura popular brasileira, traz na sua poesia e composições o canto de resistência da natureza, o jeito simples de louvar a terra, a vida, o respeito à história e à memória da cultura popular.

## Início da carreira e participação em festivais
Nascido em 1932, João Bá começou a trabalhar na roça muito cedo. Do final de sua infância até o fim de sua adolescência (período que se inicia em 1944 e vai até 1952), sempre mostrou interesse pela arte, engajando-se em atividades artísticas na pequena cidade de Crisópolis. Atuava em pequenas peças teatrais, compunha cantigas sertanejas e ensaiava seus primeiros poemas. Aos 20 anos, deixa o sertão da Bahia e chega a São Paulo em busca de uma vida melhor. Emprega-se em uma farmácia no tradicional bairro da Mooca, localizado na região centro-leste de São Paulo. Nesse período, inscreve-se para estudar no Ginásio (escola) - atual Ensino Fundamental) - onde fica sabendo de um concurso de poesia realizado pela Rádio Bandeirantes. Mesmo não vencendo, decide continuar tentando. Depois de 14 anos morando na cidade e fazendo amizades no meio artístico, surge a oportunidade de participar da primeira edição do Festival da Música Popular Brasileira, realizado em 1966, pela TV Record. No entanto, sua música Madeira Encarnada foi censurada pela Ditadura Militar por, supostamente, fazer referência a um oficial de nome "Sargento Madeira". De acordo com o artista, o adjetivo "encarnada", foi interpretado como uma provocação velada ao militar, de personalidade tempestiva e autoritária, que costumava perseguir artistas considerados subversivos ao Regime. Além disso, a letra fazia críticas sociais nos versos "olha o índio querendo viver" (referência às mortes provocadas por latifundiários no campo) e "olha o preço subindo, amargando/olha o povo querendo comer" (referência à situação de miséria e fome do país). Embora não tenha participado desse festival histórico, o caso da censura deu visibilidade a João Bá no meio musical, pois sua música passou a ser comentada nos bastidores como uma das favoritas ao título de melhor canção. Para João Bá, foi a oportunidade de estar ao lado de grandes compositores, como Chico Buarque, Paulinho da Viola, Gilberto Gil, além de intérpretes, como Elis Regina, Jair Rodrigues, Elza Soares e MPB-4. Foi nesse período que também conheceu dois grandes ícones da música nordestina: Luiz Gonzaga e Jackson do Pandeiro. De acordo com Bá, Gonzagão foi quem o motivou a dar prosseguimento à carreira, dizendo que o artista baiano "tinha uma cara boa". Ainda no final dos anos 1960, conheceu Tom Zé, de quem é amigo até hoje. Em 1979, destacou-se no Festival 79 da TV Tupi, com a música Facho de Fogo feita em parceria com Vidal França e defendida por Diana Pequeno. Embora não tenha ganhado, sua música esteve novamente ao lado da de grandes personalidades, como Fagner e Oswaldo Montenegro, vencedores do festival. Desde então, vem se apresentando em shows, festivais, mostras e temporadas em espaços culturais de todo o país para seu público cativo. 

## Participações na televisão

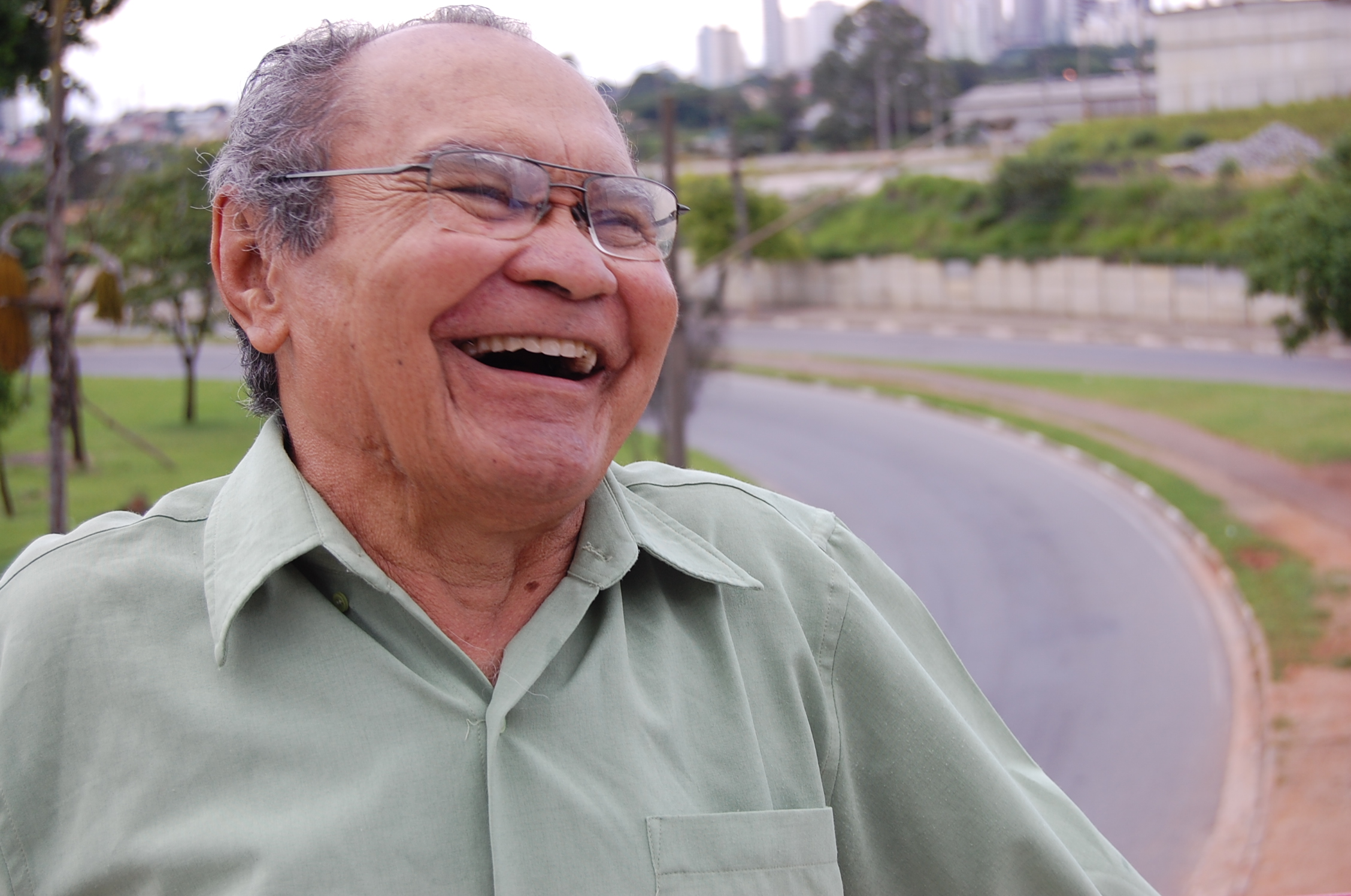
largurapx

Em 1984, escreveu Cercanias de Canudos, programa apresentado pela TV Cultura e considerado o melhor daquele ano. No ano seguinte, apresentou Casa dos Cantadores, especial da mesma emissora que contava com a participação de grandes nomes da música regional. Em "Casa dos Cantadores" tem-se o registro histórico de uma das primeiras aparições de Almir Sater na televisão, que se tornaria famoso por suas participações em novelas. Como ator, participou do especial Lampião, também realizado pela TV Cultura em meados dos anos 1980. Com Almir Sater, compôs faixas da trilha Corpo e Alma, especial da Rede Globo sobre o Pantanal mato-grossense. Gravou ainda o especial Casa de Farinha que foi exibido em um canal francês. Apresentou-se inúmeras vezes nos programas Som Brasil (Rede Globo), Empório Brasileiro (Rede Bandeirantes), Empório Brasil (SBT), Bambalalão (TV Cultura) e Viola, Minha Viola (TV Cultura). Em novembro de 2005, participou do programa Sr. Brasil, interpretando Bicho da Seda, ao lado de Nanah Correia. Sua mais recente aparição foi em 2009, no programa Feira Moderna, da Rede Minas. Na ocasião, cantou ao lado de Nádia Campos e Dércio Marques, que é também um de seus principais parceiros musicais.

## Atuação no cinema
João Bá fez participações como ator e compositor de trilhas sonoras. Em 1987, atuou no filme Fronteira das Almas, dirigido por Hermano Penna. Sua segunda participação foi em 2000, no longa-metragem Mário, também dirigido por Hermano Penna. Seu papel foi o de um pescador nativo. Em 2007, assinou a trilha do documentário Nas Terras do Bem-Virá, de Alexandre Rampazzo, junto com a cantora Nanah Correia e com o músico Julian Tirado. Outra produção que conta com sua participação é o documentário em homenagem a Glauber Rocha, Entre o Sertão e o Mar, dirigido por Tatiana Garcia. Candeia, uma das faixas dessa trilha era a canção de João Bá que Glauber Rocha mais gostava.

## Discografia
Artista independente, João Bá sempre lançou seus álbuns com recursos próprios ou com apoio de amigos e parceiros musicais, o que lhe garantiu total liberdade para decidir sobre suas produções, desde a escolha do repertório até a decisão sobre quais músicos participariam das gravações. A falta de interesse das grandes gravadoras em relação à música regional e a recusa do cantor em adotar a linguagem das rádios, são as principais razões de seu primeiro álbum ter sido lançado somente 22 anos após sua primeira incursão no cenário musical, ainda na época dos festivais da década de 60. Sem gravadora, Carrancas (álbum) foi produzido com a ajuda do músico Klécius Albuquerque. As participações especiais foram de Hermeto Pascoal, Dércio Marques e Vidal França, entre outras. A música Facho de Fogo, lançada por Diana Pequeno, no disco Eterno como Areia (1979), tornou-se conhecida pela primeira vez na voz de João Bá. Constam, ainda, obras de referência como O Menino e o Mar e Ladainha de Canudos. Os álbuns seguintes seguiram praticamente a mesma proposta adotada em Carrancas, sempre coerentes com as raízes culturais de João Bá e com uma estética musical muito própria, além da qualidade dos músicos e das composições.
| Ano  | Nome do álbum                          | Gravadora                 | Formato                              |
| ---- | -------------------------------------- | ------------------------- | ------------------------------------ |
| 1988 | Carrancas (álbum)                      | Independente              | LP                                   |
| 1994 | Carrancas I-II                         | Independente              | CD                                   |
| 1997 | Ação dos Bacuraus Cantantes            | Devil Discos              | CD                                   |
| 2003 | Pica-Pau Amarelo (álbum)               | Americano                 | CD                                   |
| 2004 | 50 Anos de Carreira                    | Independente              | Coletânea                            |
| 2005 | Aruanã (álbum)                         | Warner-Chapelli/Y Records | Participação do artista com 4 faixas |
| 2010 | João Bá para Crianças - Amigo Folharal | Independente              | CD                                   |
| 2014 | Cavaleiro Macunaíma - João Bá 80 Anos  | Independente              | CD                                   |

## Premiações no teatro
Além do cinema e da televisão, João Bá teve passagem no teatro. Em 1981, participou do Festival de Teatro do SESC Consolação, ganhando os prêmios de Melhor Trilha Sonora e Melhor Figurino, com o espetáculo Marrueiro. Em entrevista concedida à revista HP Variedades, o músico lembrou desse momento:

Me lembro que das peças que participei como ator e ajudei no texto, uma foi campeã do Festival de Teatro de São Paulo, chamada “Marrueiro”. Marrueiro é o maior estágio do vaqueiro. Quando o vaqueiro chega a esse estágio, é porque ele é doutor do gado. Aí ele sabe tudo. “Marrueiro” é de Catulo da Paixão Cearense. Nessa peça participei como ator e fiz quase toda a trilha sonora, com exceção de uma música do Catulo, o “Luar do Sertão” e outra do Elomar. Também ajudei no texto adaptado de Cassiano Moreira, um grande ator de teatro. Foi ele quem que me convidou para entrar na peça, e para olhar o texto. Senti então a necessidade de incluir no texto de Catulo uma figura saliente, de alto relevo do movimento de vaqueiros no Brasil, que é a Missão do Vaqueiro, em homenagem ao grande Raimundo Jacob. Ganhamos três prêmios no festival, inclusive melhor trilha sonora. Fazíamos a música ao vivo. Isso foi em 81, no Sesc Consolação.

## Livros
No final de 1982, escreveu o cordel Natal na Cultura Popular, para a Fundação Roberto Marinho, General Motors e SESC Carmo, com tiragem de aproximadamente 30.000 exemplares. Sua obra é referência para estudiosos da cultura popular brasileira e suas composições são indicadas pelo Ministério da Educação (MEC) na Cartilha de Referencial Curricular Nacional Infantil – Volume 3.

## Fatos da carreira
- Seu primeiro disco, Carrancas, contou com a participação de Hermeto Pascoal, que é homenageado com a música Mico-Leão Dourado. João Bá compara seu amigo ao macaquinho de pelos vermelhos por conta das longas barbas, cabelos dourados e pele vermelha de Hermeto.
- O projeto gráfico de quase todos os seus discos é assinado pelo artista plástico Elifas Andreato, de quem João Bá é amigo pessoal.
- Quando Luiz Gonzaga morreu, João Bá foi convidado pela gravadora do artista para ser seu substituto, chegando a reservar o mesmo figurino de Gonzagão para João Bá. João recusou o convite de imitar um de seus maiores mestres.
- A origem do sobrenome "Bá" surgiu de uma engraçada situação na qual o músico, aos 12 anos, ficou surpreso ao ser questionado pela apresentadora do show de calouros em sua cidade, qual seria o seu nome artístico. Assustado com a pergunta, o músico, que preenchia uma ficha com seu nome, parou com a caneta exatamente no "Ba". A partir de então, João Batista passou a usar o nome artístico de João Bá... que também, segundo ele próprio é uma referência ao "Batista", "baiano" e "baixinho".
- João Bá foi um dos primeiros artistas a lançar Almir Sater na televisão, quando o violeiro era ainda muito novo e tímido. Almir participou do especial Casa de Cantadores, realizado pela TV Cultura.

## Parceiros
- Almir Sater
- Barbatana
- Dércio Marques
- Dinho Nascimento
- Galba
- Gereba
- Guru Martins
- Hermeto Pascoal
- Klécius Albuquerque
- Lailton Araújo
- Lila
- Lone Seiva
- Vidal França
- João Arruda
- Levi Ramiro
- Fernando Guimarães

## Músicos que contribuíram para a obra de João Bá
- Banda Moxotó
- Carlos Mahlungo
- Daniela Lassalvia
- Diana Pequeno
- Julian Tirado
- Karina França
- Kapenga
- Lila
- Marlui Miranda
- Mazé
- Nadia Campos
- Nanah Correia
- Oswaldinho do Acordeom
- Pereira de Manaus
- Rose Campos
- Titane
- Turcão
- Xangai (músico)
- João Arruda
- Fernando Guimarães